# Осіннє рівнодення

Освітлення Землі Сонцем у день рівнодення

Осіннє рівнодення — в даній півкулі — північній або південній — це рівнодення, після якого Сонце протягом півроку буде слабше освітлювати цю півкулю, а іншу — сильніше. Момент осіннього рівнодення визначає початок астрономічної осені в даній півкулі, яка триває до зимового сонцестояння.
У північній півкулі весняне рівнодення відбувається приблизно 21–24 вересня (вересневе рівнодення). У південній півкулі, де пори року зсунуті на шість місяців, весняне рівнодення відбувається приблизно 19-21 березня (березневе рівнодення). Коли осіннє рівнодення відбувається в одній півкулі, в іншій півкулі відбувається весняне рівнодення.